# Dog of Death
«Dog of Death» (с англ. — «Пёс смерти») — девятнадцатая серия третьего сезона мультсериала «Симпсоны», премьера которого состоялась 12 марта 1992 года.

## Сюжет
Спрингфилд охватила «лотерейная лихорадка» с призом в 130 миллионов долларов, и из-за этого никто в семье Симпсонов не замечает, что Маленький помощник Санты заболел. Только после розыгрыша лотереи его срочно везут в ветеринарную клинику. Оказывается, что собака больна заворотом кишок, и ей требуется срочная операция ценой в 750 долларов. У Симпсонов нет таких денег, и пса хотят усыпить. Однако пёс так трогательно ластится к Гомеру, а Барт так настойчиво требует спасения пса, что Гомер передумывает.
Семья Симпсонов начинает на всём экономить. Гомер больше не пьёт пиво, Мардж не покупает лотерейные билеты и готовит дешевую пищу, Лиза остается без энциклопедии, Барт стрижётся в салоне у практикантов, а Мэгги не покупают новую одежду, хотя старая на ней буквально трескается. Со временем Симпсоны начинают винить Помощника, за то что они во всём себе отказывают. Обиженный Помощник убегает, думая, что без него Симпсонам будет лучше, и попадает к мистеру Бёрнсу, который намерен сделать из пса злющего сторожа. Жизнь как бы мстит Симпсонам за их эгоистичность и чрезмерное самолюбие. Тем временем Симпсоны огорчены исчезновением собаки, и Барт решает его найти. Он ходит по домам, спрашивая, видел ли кто его любимца. Когда Барт подходит к дому мистера Бёрнса, тот спускает на него собак, в том числе Маленького помощника Санты. Вначале пёс тоже атакует Барта, но затем вспоминает всё хорошее, что было между ними, и защищает его от других псов. Помощник возвращается домой, и теперь его все любят.

## Культурные отсылки
- Когда из пса делали убийцу, то проделывали те же операции, что входили в курс реабилитации в фильме «Заводной апельсин».
- Сцена, когда Маленький помощник Санты спасает ребёнка из горящего дома, — отсылка к фильмам с участием Лесси[1].
- Ветеринар напоминает главного героя телесериала «Бен Кейси» (англ. Ben Casey).

## Интересные факты
- Нед Фландерс носит кроссовки «Убийцы», которые он купил в эпизоде «Bart’s Dog Gets an “F”»[2].
- Маленького помощника Санты подобрали на скоростной автостраде имени Майкла Джексона, получившей название в эпизоде «Совершенно безумный папа»[2].
- Лиза повесила объявление о пропавшей собаке поверх объявления «Разыскивается директор Скиннер» из эпизода «Барт — убийца»[2].
- В сценах с самостоятельными приключениями Маленького помощника Санты использована музыка из симфонической сказки Сергея Прокофьева «Петя и волк».